# Armadillidium lemnium
Armadillidium lemnium är en kräftdjursart som beskrevs av Hans Strouhal 1937. Armadillidium lemnium ingår i släktet Armadillidium och familjen klotgråsuggor. Utöver nominatformen finns också underarten A. l. thasium.